# Andorka Péter (zeneszerző)
Andorka Péter (Budapest, 1987. január 22. –) magyar zeneszerző, zenetanár, kottagrafikus.

## Életpályája
Édesanyja Hajnal Erika, textiliparművész, édesapja Andorka Róbert, hegedűművész, karmester. 7-21 éves koráig Szentendrén élt, majd az egyetemi évek alatt visszaköltözött Budapestre.
5 éves kora óta tanul zenét. Először ütőhangszereken tanult Balázs Oszkárnál. Szentendrén 10 évig zongorázni tanult a Vujicsics Tihamér Zeneiskolában Z. Lakos Ágnesnél. Itt írta 1999-ben első zongora-kompozícióját, amellyel az intézmény névadójának, Vujicsics Tihamérnak állít emléket. (Ezzel a darabbal nyerte meg az iskola házi zeneszerző-versenyét.) 2001-2005-ig a szentendrei Ferences Gimnáziumban tanult, ahol számos zenei produkciót hozott létre az iskolai diákjaival. 2006-2007-ig a budapesti Bartók Béla Zeneművészeti Szakközépiskola zeneszerzés szakán tanult Csemiczky Miklós és Kocsár Miklós zeneszerzőknél. 2007-2013-ig a budapesti Liszt Ferenc Zeneművészeti Egyetem zeneszerzés szakán Vajda János növendéke volt.
2012 óta óraadó tanár a Liszt Ferenc Zeneművészeti Egyetemen, ahol külföldi hallgatókat tanít angol nyelven, 2013 óta pedig a Szent István Király Zeneművészeti Szakközépiskola szolfézs-zeneelmélet tanára.
2008-ban vette feleségül Kozáry Ágnest, négy fiúgyermekük van.

## Zeneszerzői munkássága
Középfokú tanulmányainak idején készült el első lemeze, az Üzen Március, majd zeneakadémiai évei alatt jelent meg a második, A Rózsalány. Vörös Rébék c. (egyelőre befejezetlen) opera-musicalének négy jelenete valamint a hegedűre írt szólószonátája képezte diplomaanyagát. A Vörös Rébék és a Rózsalány is szerepelt a Madách Színház musicalírói pályázatának elődöntőjében 2011-ben és 2013-ban. 2012-ben Tyúk-hús-leves c. énekhangra és ütőhangszerekre írt darabja, mint a Zeneakadémia egyik Svájcba kiküldött új műve, első külföldi bemutatkozását jelentette Bernben. 2013-ban Karácsonyi Kantáta c. darabját adták elő a Magyar Rádió együttesei a Gárdonyi '150 zeneszerzőverseny döntőjén. Első színházi kísérőzenéje 2014-ben készült el Harsányi Zsolt A bolond Ásvayné c. színművéhez (bemutató: Újszínház). 2014-15-ben két daljátékot is írt Eger városának. Először a Kék madár (bemutató: Harlekin Bábszínház, szövegkönyv: Szőke Andrea), másodszor a Kis herceg (bemutató: Gárdonyi Géza Színház, szövegkönyv: Zalán Tibor) készült el. 2015-ben Somos Csaba felkérésére írta meg Due preghiere c. nőikarra és basszus szólóra készült darabját. Ekkor kezdődött szakmai együttműködése a szolnoki Bartók Béla Kamarakórussal (karnagy: Molnár Éva). Ugyanebben az évben jelentek meg először művei nyomtatásban az Editio Musica Budapest és a Kontrapunkt Zeneműkiadóknál. Bartos Erika verseire írta meg Kirakós c. gyermekkarát a debreceni XVII. Bartók Béla Nemzetközi Kórusverseny nyitóhangversenyére (2016), amely két évvel később kötelező műként szerepelt ugyanott. 2017-ben írta meg első egész estés operáját Boszorkányvér címmel. 2018-ban készült el a Bartók Béla Kamarakórus alapításának 50. évfordulójára írt ünnepi miséje, a Missa Secunda.
Andorka Péter alapvetően vokális típusú zeneszerzőnek tartja magát, ezen belül nyitott minden műfajra. Dalai, színpadi művei mind erre mutatnak rá, jelentős mennyiségű hangszerelése és átdolgozása is túlnyomórészt énekes darabokra terjed ki.

## Kottagrafika
2009 óta Andorka Péter kottagrafikusként is ismert a szakmában. Nevéhez több neves megrendelő (EMB, Kontrapunkt, Honvéd Művészegyüttes, Nemzetközi Bartók Béla Kórusverseny) kiadványa kötődik. Rendszeres grafikusa Orbán György, Vajda János, Csemiczky Miklós, Huszár Lajos, Virágh András Gábor vagy a Misztrál együttes kottáinak. Referenciaanyaga a szólóművektől egészen az operáig terjed.

## Díjak, elismerések
- Zongorista éveiben több különböző díjat, elismerést szerzett a helyi versenyektől az országos szintű rendezvényekig.
- 2004-ben a nagykanizsai I. Kreatív Fesztivál zeneszerző versenyének fődíjasa lett.
- 2009-ben elnyerte Szentendre város Talentum Ösztöndíját.
- 2012-ben Tyúk-hús-leves c. darabja kijutott a berni Kortárszenei Fesztiválra.
- 2013-ban a Gárdonyi-emlékév kapcsán megrendezett zeneszerző-versenyen III. díjas lett Karácsonyi kantáta c. kompozíciójával, amelyet a Magyar Rádió Énekkara és Zenekara adott elő.

## Diszkográfia
- Üzen Március (2007, Periferic Records)
- A Rózsalány (Hajnal Géza szövegére - 2009, M. N. Ferences Rendtartomány)

## Eddigi jelentősebb művek
- Missa Secunda - szolnoki mise (2018)
- Boszorkányvér (opera, 2017)
- A kis herceg (daljáték, 2015)
- Kirakós (gyermekkar, 2015. Szöveg: Bartos Erika)
- A kék madár (daljáték, 2014)
- Karácsonyi kantáta (2013)
- Tyúk-hús-leves (kantáta, 2012)
- Missa Prima - "Laudate Eum in cordis" (2012)
- Sonata per violino solo (2010-2012)
- Fehér László balladája (kantáta, 2010)
- Három liturgikus ének (nőikarra, 2009)
- A Rózsalány (musical, 2007-2009. Szöveg: Hajnal Géza)
- Üzen Március (rock-kantáta, 2005, átdolgozva: 2014-15)